# Luci Apuleu Saturní (tribú 102 aC)
Luci Apuleu Saturní (llatí: Lucius Appuleius Saturninus) va ser un polític i magistrat romà del segle ii aC.
Era net d'Apuleu Saturní, pretor l'any 166 aC. Era un bon orador, però de caràcter dissolut, i probablement no hauria destacat mai si al començament de la seva carrera política no hagués rebut un insult del senat que el va tirar en braços dels enemics dels aristòcrates: era qüestor el 104 aC i estava estacionat a Òstia. Roma patia llavors manca de gra i el senat va encarregar proveir la ciutat a Marc Emili Escaure; això el va molestar i es va passar al partit popular de Màrius.
Ben aviat va adquirir gran popularitat i el van elegir tribú de la plebs el 102 aC; en aquest temps Quint Cecili Metel Numídic que era censor va provar d'expulsar-lo del senat per immoralitat però el seu col·lega s'hi va oposar. Això el va acostar encara més a Màrius, enemic personal de Metel.
L'any 101 aC es va presentar de candidat per ser altre cop tribú de la plebs mentre un altre demagog, Glàucia, era candidat com a pretor i Màrius com a cònsol. Abans de les eleccions uns ambaixadors de Mitridates VI Eupator van arribar a Roma amb grans quantitats de diners, i van subornar a alguns senadors, i Saturní que se'n va assabentar, va aprofitar aquesta circumstància per atacar als seus enemics polítics al senat i també als ambaixadors. Els senadors llavors el van encausar per violació de la llei dels pobles (en atacar als ambaixadors) causa que havia de ser jutjada pels senadors. Saturní, convençut que seria condemnat, va apel·lar al poble i el dia del judici va ser absolt pel vot de les tribus.
Als comicis que van seguir Màrius va sortir elegit cònsol, Glàucia pretor, però Saturní no va reeixir a ser elegit tribú de la plebs per causa de la pressió d'Aulus Noni que va ser escollit al seu lloc; però la mateixa nit de l'elecció, Noni va caure assassinat per emissaris de Glàucia i Saturní i l'endemà al matí Saturní sortí elegit per cobrir la vacant.
En el seu tribunat va fer aprovar una llei agrària anomenada Apuleia per repartir les terres a la Gàl·lia que abans havien estat ocupades pels cimbres, i la norma que establia que una llei votada pel poble havia de ser referendada pel senat en el termini de cinc dies i si un senador refusava de fer-ho seria expulsat del senat i pagaria una multa. Aquesta clàusula anava dirigida especialment contra Metel. Aquest va pactar amb Màrius refusar la llei, però Màrius, al moment de la veritat, va votar a favor i només Metel va refusar aprovar la llei votada i va ser expulsat del senat l'endemà; llavors va fer aprovar una llei anomenada Appuleia de Metello, que, a més, el condemnava a l'exili. Els amics de Metel es volien revoltar però ell va refusar aquesta possibilitat i va sortir de Roma.
Saturní va fer aprovar altres mesures que van donar satisfacció al poble, de les quals hi ha poca informació; se sap que va aprovar una llei frumentària que venia gra al poble a molt baix preu, i la fundació de noves colònies de Sicília, Acaia i Macedònia.
Als comicis de finals de l'any 100 aC Saturní va ser elegit altre cop tribú per l'any següent, junt amb Luci Equici, un esclau fugitiu que pretenia ser fill de Tiberi Grac; Glàucia va optar al consolat amb Marc Antoni i Gai Memmi; com que aquest darrer estava a punt de guanyar l'elecció, va ser assassinat per homes contractats per Glàucia i Saturní, al mateix lloc dels comicis, i així Glàucia sortí elegit junt amb Antoni. Aquesta acció va comportar un rebuig general de les activitats de Glàucia i Saturní.
El senat va decidir donar un cop d'estat i els va declarar fora la llei i va ordenar als consols sortints la seva detenció. Glàucia, Saturní i el qüestor Saufeu es van refugiar al Capitoli i els partidaris del senat van tallar el subministrament d'aigua. Gai Màrius no els va poder ajudar, i els assetjats finalment es van rendir a Màrius que per la seva seguretat els va tancar a la Cúria Hostília, però la gent del poble mobilitzada pel senat hi va entrar i els va matar. Un esclau de nom Scaeva va ser qui suposadament va matar a Saturní i va rebre la recompensa del senat. Quaranta anys després el vell senador Rabiri va ser acusat d'aquesta mort per Tit Labiè.